# Mark Landsberger
Mark Walter Landsberger (Minot, Dakota del Norte, 21 de mayo de 1955) es un exjugador de baloncesto estadounidense que jugó siete temporadas en la NBA, además de hacerlo en la liga italiana, la liga griega, la liga ACB y la liga argentina. Con 2,03 metros de estatura, lo hacía en la posición de ala-pívot.

## Trayectoria deportiva

### Universidad
Empezó su carrera universitaria en el pequeño Community College de Allan Hancock, para pasar al año siguiente a los Golden Gophers de la Universidad de Minnesota, donde jugó una temporada, promediando 15,3 puntos y 7,7 rebotes por partido. Al año siguiente pidió ser transferido, quedándose un año sin jugar por las normas de la NCAA, para jugar su última temporada con los Sun Devils de la Universidad Estatal de Arizona, en la que promedió 17,2 puntos y 14,4 rebotes por partido. En esa temporada batió el récord de su universidad de rebotes en un partido, capturando 27 ante San Diego State, y fue incluido en el mejor quinteto de la WAC.

### Profesional
Fue elegido en la trigésimo quinta posición del Draft de la NBA de 1977 por Chicago Bulls, donde jugó tres temporadas, siendo la más destacada la 1978-79, en la que fue el segundo mejor reboteador del equipo tras Artis Gilmore, capturando 9,3 rebotes, a los que añadió 8,1 puntos por partido.
Estando ya avanzada la temporada 1979-80 fue traspasado a Los Angeles Lakers a cambio de Oliver Mack y dos futuras rondas del draft, donde tuvo una participación activa en los playoffs como suplente de Jim Chones y de Spencer Haywood, ayudando a su equipo con 3,4 puntos y 4,3 rebotes en la consecución del que sería su primer anillo de campeón de la NBA.
Jugó tres temporadas más con los Lakers, repitiendo título de campeón en 1982 tras derrotar nuevamente a los Sixers en la final. Contribuyó con 4,3 puntos y 5,3 rebotes por partido. Al año siguiente se volvió a repetir la Final, pero en esa ocasión fueron vapuleados con un 4-0. Antes del comienzo de la temporada 1983-84 fue despedido, estando más de un mes sin equipo hasta que los Atlanta Hawks le formaron un contrato de 10 días, que fue posteriormente renovado hasta final de temporada. En los Hawks jugó 35 partidos, promediando 1,5 puntos y 3,4 rebotes.
En 1984 se marcha a jugar a la liga italiana, fichando por el Jollycolombani Forlí de la Serie A2, donde jugaría 4 temporadas, siendo el máximo reboteador de la competición en 1987 y 1988, promediando 16,6 y 14,8 rebotes respectivamente. Tras ser cortado por el equipo, al año siguiente se marcharía a jugar al Panionios de la liga griega, donde volvería a ser el mejor reboteador de la competición, capturando 18 rebotes por partido.
Regresa a Italia en 1989 para fichar por el RB Montecatini Terme, donde jugaría dos temporadas. En la primera de ellas llegó a conseguir 34 rebotes en un partido, a los que añadió 24 puntos, ante el Dinamo Basket Sassari. Ese año fue nuevamente el mejor reboteador del campeonato, promediando 14,5 capturas.
En 1991 ficha por el CB Collado Villalba de la liga ACB, donde juega 27 partidos en los que promedia 17,6 puntos y 13,2 rebotes. Tras finalizar contrato, y ya con 37 años, se marcha a jugar una última temporada al Gimnasia de Comodoro de la liga argentina, donde entra sustituyendo a Steve Wright.

## Estadísticas de su carrera en la NBA

### Temporada regular
| Temporada | Edad | Equipo             | Liga | P   | TIT | MIN  | TC  | TCA | %TC  | 3P  | 3PA | %3P  | TL  | TLA | %TL  | R.OF. | R.DEF. | REB | ASIS | ROB | TAP | PER | FP  | PTS |
| 1977-78   | 22   | Chicago Bulls      | NBA  | 62  |     | 14.9 | 2.0 | 4.0 | .506 |     |     |      | 1.5 | 2.5 | .580 | 1.8   | 3.1    | 4.9 | 0.7  | 0.3 | 0.1 | 1.1 | 1.3 | 5.6 |
| 1978-79   | 23   | Chicago Bulls      | NBA  | 80  |     | 24.5 | 3.5 | 7.3 | .475 |     |     |      | 1.1 | 2.4 | .469 | 3.7   | 5.6    | 9.3 | 0.9  | 0.3 | 0.3 | 1.9 | 1.6 | 8.1 |
| 1979-80   | 24   | TOTAL              | NBA  | 77  |     | 19.6 | 3.2 | 6.3 | .516 | 0.0 | 0.0 |      | 1.5 | 2.9 | .523 | 2.9   | 5.0    | 8.0 | 0.6  | 0.4 | 0.3 | 1.3 | 1.8 | 8.0 |
| 1979-80   | 24   | Chicago Bulls      | NBA  | 54  |     | 21.0 | 3.4 | 6.4 | .529 | 0.0 | 0.0 |      | 1.6 | 3.1 | .524 | 2.9   | 5.4    | 8.3 | 0.6  | 0.4 | 0.3 | 1.4 | 2.1 | 8.4 |
| 1979-80   | 24   | Los Angeles Lakers | NBA  | 23  |     | 16.3 | 2.9 | 6.0 | .482 | 0.0 | 0.0 |      | 1.3 | 2.4 | .518 | 3.0   | 4.1    | 7.1 | 0.6  | 0.4 | 0.2 | 1.1 | 1.2 | 7.0 |
| 1980-81   | 25   | Los Angeles Lakers | NBA  | 69  |     | 15.7 | 2.4 | 4.7 | .502 | 0.0 | 0.0 | .000 | 0.9 | 1.7 | .534 | 2.2   | 3.3    | 5.5 | 0.4  | 0.3 | 0.1 | 0.9 | 2.0 | 5.7 |
| 1981-82   | 26   | Los Angeles Lakers | NBA  | 75  | 1   | 15.1 | 1.9 | 4.4 | .438 | 0.0 | 0.0 | .000 | 0.4 | 0.9 | .508 | 2.2   | 3.2    | 5.3 | 0.4  | 0.1 | 0.1 | 0.7 | 1.8 | 4.3 |
| 1982-83   | 27   | Los Angeles Lakers | NBA  | 39  | 4   | 9.1  | 1.1 | 2.6 | .422 | 0.0 | 0.0 |      | 0.3 | 0.6 | .480 | 1.4   | 1.9    | 3.3 | 0.3  | 0.2 | 0.1 | 0.5 | 1.2 | 2.5 |
| 1983-84   | 28   | Atlanta Hawks      | NBA  | 35  | 0   | 9.6  | 0.5 | 1.5 | .373 | 0.0 | 0.0 |      | 0.4 | 0.7 | .577 | 1.2   | 2.2    | 3.4 | 0.3  | 0.2 | 0.1 | 0.6 | 0.9 | 1.5 |
| Total     |      |                    | NBA  | 437 | 5   | 16.7 | 2.3 | 4.9 | .481 | 0.0 | 0.0 | .000 | 1.0 | 1.8 | .522 | 2.4   | 3.8    | 6.1 | 0.5  | 0.3 | 0.2 | 1.1 | 1.6 | 5.6 |

### Playoffs
| Temporada | Edad | Equipo             | Liga | P  | MIN | TCA | TC  | 3PA | 3P | TLA | TL | R.OF. | REB | ASIS | ROB | TAP | PER | FP | PTS | %TC  | %3P  | %FT   | MIN  | PTS | REB | AST |
| 1979-80   | 24   | Los Angeles Lakers | NBA  | 16 | 195 | 25  | 69  | 0   | 1  | 5   | 6  | 25    | 69  | 2    | 3   | 2   | 10  | 35 | 55  | .362 | .000 | .833  | 12.2 | 3.4 | 4.3 | 0.1 |
| 1980-81   | 25   | Los Angeles Lakers | NBA  | 3  | 32  | 2   | 7   | 0   | 0  | 1   | 1  | 9     | 15  | 0    | 1   | 0   | 1   | 5  | 5   | .286 |      | 1.000 | 10.7 | 1.7 | 5.0 | 0.0 |
| 1981-82   | 26   | Los Angeles Lakers | NBA  | 9  | 60  | 3   | 9   | 0   | 0  | 4   | 9  | 11    | 22  | 2    | 0   | 0   | 4   | 12 | 10  | .333 |      | .444  | 6.7  | 1.1 | 2.4 | 0.2 |
| 1982-83   | 27   | Los Angeles Lakers | NBA  | 11 | 141 | 12  | 28  | 0   | 1  | 2   | 4  | 19    | 44  | 3    | 0   | 2   | 6   | 24 | 26  | .429 | .000 | .500  | 12.8 | 2.4 | 4.0 | 0.3 |
| 1983-84   | 28   | Atlanta Hawks      | NBA  | 2  | 5   | 0   | 1   | 0   | 0  | 0   | 0  | 1     | 1   | 0    | 0   | 0   | 0   | 1  | 0   | .000 |      |       | 2.5  | 0.0 | 0.5 | 0.0 |
| Total     |      |                    | NBA  | 41 | 433 | 42  | 114 | 0   | 2  | 12  | 20 | 65    | 151 | 7    | 4   | 4   | 21  | 77 | 96  | .368 | .000 | .600  | 10.6 | 2.3 | 3.7 | 0.2 |